# Gaetano Cassaro
Gaetano Cassaro (Licata, 16 ottobre 1948) è un fumettista italiano.

## Biografia
Insieme al fratello gemello Gaspare Cassaro studiò all'Accademia di Firenze per poi esordire sempre insieme a lui nel 1975 realizzando una prima storia a fumetto, "Betty Queen", per l'Editrice Universo; successivamente per le Edizioni Ottaviano realizzò le illustrazioni del volume I tre padroni (1978) nella collana Rompete le righe e una trasposizione a fumetti de Il segno rosso del coraggio (1979) nella collana Grandi Fumetti Ottaviano e, negli anni ottanta, alcune storie per le riviste Lanciostory della Lancio e Full della Sergio Bonelli; con quest'ultimo editore iniziò col fratello una lunga collaborazione disegnando serie come Bella & Bronco e "Martin Mystère" e, senza il fratello, anche diverse storie di Zagor.